# Ралюченко Андрій Сергійович
Андрі́й Сергі́йович Ралюче́нко (нар. 8 червня 1995, Харків, Україна) — український футболіст, півзахисник клубу «Скала 1911».

## Життєпис

### Ранні роки
Вихованець ДЮСШ харківського «Металіста». Із 2008 по 2012 рік провів у чемпіонаті ДЮФЛ 54 матчі, забивши 2 голи.

### Клубна кар'єра
22 серпня 2012 року дебютував у юнацькій (U-19) команді харків'ян у матчі проти дніпропетровського «Дніпра». За молодіжну (U-21) команду дебютував 16 березня 2014 року в поєдинку з ужгородською «Говерлою», був капітаном команди. У сезоні 2013/14 у складі команди U-19 став золотим призером чемпіонату.
8 квітня 2015 року дебютував у складі «Металіста» у виїзній грі 1/4 фіналу Кубка України проти донецького «Шахтаря». 6 березня 2016 року дебютував у Прем'єр-лізі в домашній зустрічі проти луцької «Волині», замінивши на 94-й хвилині Ігоря Харатіна. Загалом провів 7 матчів у Прем'єр-лізі.
20 липня 2016 року офіційно став гравцем рівненського «Вереса», а вже 24 липня дебютував у Першій лізі у виїзному поєдинку проти чернівецької «Буковини», замінивши на 89-й хвилині Руслана Степанюка. 1 грудня того ж року було офіційно повідомлено, що Ралюченко за обопільною згодою залишив команду, загалом провівши за неї на полі 71 хвилину й заробивши 2 жовті картки в 6 іграх Першої ліги та національного кубку.
З 2017 року був гравцем харківського «Металіста 1925», за який провів 49 матчів. Покинув команду у 2019 році.
У 2019 році перейшов до команди «Гірник-Спорт», за яку зіграв 6 матчів.
У 2020 році виступав у Чемпіонат України серед аматорів за ФК «Вовчанськ».
У серпні 2020 року став гравцем новоствореного друголігового «Металу», який у червні наступного року було перейменовано на «Металіст».

## Статистика
Станом на 18 листопада 2016 року
| Клуб       | Ліга         | Сезон   | Чемпіонат | Чемпіонат | Кубок | Кубок | U-21 | U-21 |
| Клуб       | Ліга         | Сезон   | Ігри      | Голи      | Ігри  | Голи  | Ігри | Голи |
| ---------- | ------------ | ------- | --------- | --------- | ----- | ----- | ---- | ---- |
| «Металіст» | Прем'єр-ліга | 2013/14 |           |           |       |       | 9    | 0    |
| «Металіст» | Прем'єр-ліга | 2014/15 |           |           | 1     | 0     | 17   | 0    |
| «Металіст» | Прем'єр-ліга | 2015/16 | 7         | 0         |       |       | 19   | 1    |
| «Верес»    | Перша ліга   | 2016/17 | 5         | 0         | 1     | 0     |      |      |

## Досягнення
«Металіст 1925»:
 Бронзовий призер Другої ліги України: 2017/18
 Віце-чемпіон Чемпіонату України серед аматорів: 2016/17

## Родина
Андрій є сином футболіста і тренера Сергія Ралюченка.